# Cent-Acres
Cent-Acres é uma comuna francesa na região administrativa da Normandia, no departamento de Sena Marítimo. Estende-se por uma área de 4,89 km². Em 2010 a comuna tinha 65 habitantes (densidade: 13,3 hab./km²).